# Stelidota geminata
Stelidota geminata är en skalbaggsart som först beskrevs av Thomas Say.  Stelidota geminata ingår i släktet Stelidota och familjen glansbaggar. Inga underarter finns listade i Catalogue of Life.